# クワルク

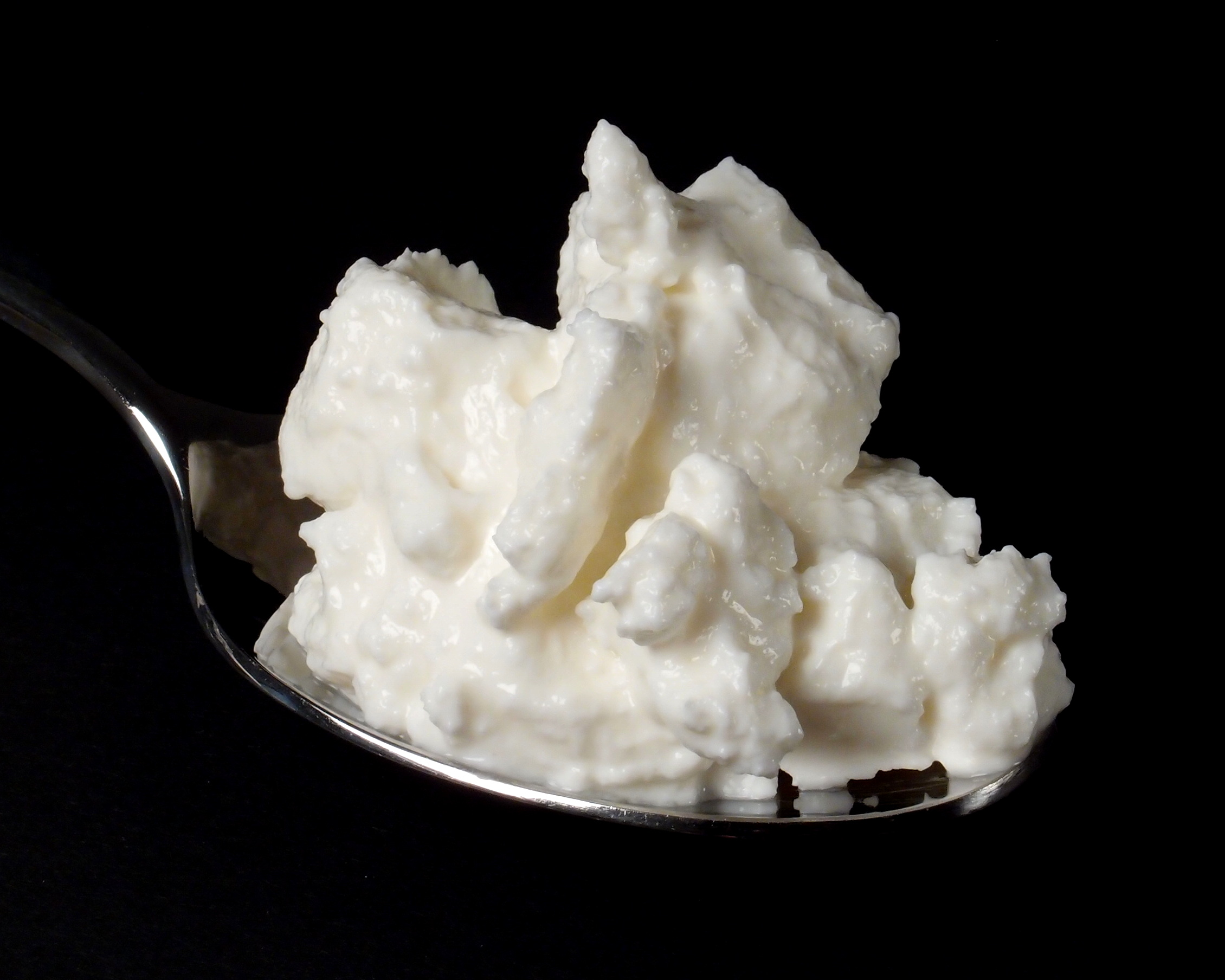

クワルク (独: Quark [kvark] ( 音声ファイル)、白チーズ Weißkäseとも呼ばれ、オーストリアやバイエルンではTopfen、南/南東ドイツはSchottenと呼ばれている) は、ドイツのフレッシュチーズである。

## 概要
ドイツ語圏で作られるフレッシュチーズ:136。製法は、サワーミルク（フィールミョルク）を乳タンパク質が凝固しきるまで暖めた後、漉して作られる。フロマージュ・ブランに似た白く未成熟な柔らかいチーズである。
ドイツでは、無脂肪のマーゲルクワルク、乾燥質量で脂肪分20%のクワルク（シュパイゼクワルク）、脂肪分40%のクリーミーなザーネクワルクの3種類に分けられ、プラスチックケースに詰めて販売されている。ドイツで消費されるチーズの半分近くがクワルクのようなフレッシュチーズである。
マーゲルクワルクは健康食品として食べられており、ザーネクワルクはケーキなどの材料に使われる。

## 名前
ドイツ語 Quark（後期中高ドイツ語:quarc, twarc, zwarg; 低ザクセン語:dwarg ）は、14世紀より用例があるが、低地ソルブ語 twarogなどの西スラヴ語群を経由してドイツ語となった外来語とみなされている。スラヴ語系の同根語としては、ロシア語 tvorog (トヴァローク、творог)、ブルガリア語 tvarog (тваро̀г)、ベラルーシ語: tvarog (тварог)、 ポーランド語 twaróg、チェコ語およびスロバキア語 tvaroh等がある。いずれも白チーズ、すなわち非熟成のフレッシュチーズの意味である。
マックス・ファスマー等の説によれば、復元スラヴ祖語形 *tvarogъ は、「型」を意味する教会スラヴ語 tvor (творъ) と関連があり、よってロシア語形ツヴァログは「凝固して型を成した牛乳」の意と解釈できるという。「型 (ラテン語:forma)」を意味する語根は「チーズ」を意味するイタリア語のフォルマッジョ（formaggio）やフランス語のフロマージュ（fromage）にも認められ、類似性が指摘されている。
「小人」を意味するドイツ語 zwerg に由来するというのはまったくの俗説で、一部でzwergkäse（ツヴェルクケーゼ。ドワーフのチーズ）と呼ばれるホエーチーズは、quarkkäse（クワルクケーゼ）が転訛した呼称にほかならない。

## 製法
クワルクは、主に乳を酸性化させ（サワーミルクにして）凝固を起こさせる製法をもちいる（よってサワーミルクチーズの一種に分類される）。酸性化の方法としては、乳酸菌が乳糖（ラクトース）を養分として乳酸を生成する作用を利用する。普通のチーズのようなレンネット酵素は凝固に必要ではないが、従来の自家製クワルクの場合も、現代の乳製品産業で生産されるクワルクでも、たいがい多少のレンネット添加がおこなわれている。
19世紀の頃には、まだクワルクを製品として出荷する産業は興っていなかったとされており、自家用のクワルクのみが作られていたという。自家製の場合は、乳を保管して、自然に含まれる乳酸菌の作用で酸性化を起こさせるが、ときには普通のチーズ製造で使用するレンネットも併用された。
現代の乳製品産業で生産されるクワルクは、ふつう低温殺菌した無脂肪牛乳を原料とする（ただし製造後にクリームと混合させて製品に応じて脂肪分を調整する）。原料乳に、中温性ラクトコッカス菌のスターター（種菌）を導入する。現代では、このあと、乳が弱酸性（pH 6.1）になったあたりで、レンネットを少量添加している。酸性化をpH 4.6 あたりまで進めるが、酸性度がこの数値に達するとカゼインタンパク質の沈殿がはじまる。
ドイツでは、沈殿物のカードが硬くなるのを防ぎ、クリーミーにするため攪拌する。このタイプは、ややもろく少し乾燥しているがサワークリームの硬さとなる。ドイツ法では、完成したものをそのまま無脂肪クワルク（Magerquark）として市販する場合は、乾燥質量で脂肪分10%以下でなくてはならないと規定されている。より脂肪分の高いクワルクは、冷却してからクリームを加えて生産される。
20％脂肪が通常のクワルク（シュパイゼクワルク）、40％脂肪のザーネクワルクである。クワルクはまたハーブ、スパイスと調合されたりフルーツを添加して販売されている。
より堅さのある東欧風のものを作るには、カードが硬くなるようにレンネットを少量添加する。乳清（ホエイ）の一部かほとんどを除去し、状態を標準的な濃度にする。伝統的な方法だと、モスリン製の袋、あるいはチーズクロスと呼ばれる目の粗いガーゼに乳清混じりのクワルクを詰めて吊り下げて漉す。このため、クワルクは独特のくさびの形状に固まる。工業生産においてはホエイを遠心分離機で分離する。